# II. Sancho kasztíliai király
II. (Erős) Sancho (Zamora, 1036 – Zamora, 1072. október 7.) kasztíliai király (1065 – 1072), a Navarrai-házból származott.

## Élete
Apja I. (Nagy) Ferdinánd (1016? 1018? – 1065) Kasztília és León királya, édesanyja Sancha (1013? – 1067), a Kantábriai – házból származó V. Alfonz leóni királynak és első feleségének, Elvira Menéndez de Melandának (? – 1022) a leánya. Az apja a halálakor az általa uralt területeket a három fia között felosztotta: II. Sancho Kasztília királya, VI. (Bátor) Alfonz (1040 – 1109) León királya, míg García (1042? – 1090) Galicia királya lett.
II. Sancho uralkodására az állandó háborúskodás a jellemző. Először unokatestvérei, I. Sancho Ramírez (1043 – 1094), Aragónia királya és IV. (Peñaléni) Sancho Garcés (1040? – 1076) Pamplona/Navarra királya elleni harcok robbantak ki („három Sancho háborúja”, 1065 – 1067). Majd II. Sanchónak a testvérei ellen fordulásával polgárháború tört ki Kasztíliában. II. Sancho Garcíát el űzte Galiciából, sőt 1072-ben VI. Alfonzt is Leónból, ezért egyes források – szintén II. Sancho néven – leóni királyként is említik (1072). Azonban még ebben az évben (1072) Zamora ostrománál II. Sanchót egy lovag meggyilkolta, akit – állítólag – korábban a király megsértett.
II. Sancho leszármazó hátrahagyása nélkül halt meg, ezért utóda az öccse, VI. Alfonz leóni király lett, aki szintén VI. Alfonz néven uralkodott Kasztíliában. (García ekkor visszatért Portugáliából, azonban VI. Alfonz nem helyezte vissza Galicia trónjára, hanem élete végéig fogságban tartotta.)